# Wereldkampioenschap voetbal 2006 (achtste finale) Portugal - Nederland
Deze pagina hoort bij het artikel Wereldkampioenschap voetbal 2006. Hierin wordt de wedstrijd in de achtste finale tussen Portugal en Nederland, bekend als de Slag van Neurenberg, gespeeld op 25 juni nader uitgelicht.

## Voorbeschouwing
Deze wedstrijd was de 113e interland van Edwin van der Sar, waarmee hij record-international van Nederland werd en Frank de Boer wat dat betreft van de troon stootte.

## Wedstrijdgegevens
| Datum                | 25 juni 2006                     | 25 juni 2006                     |
| Stadion              | EasyCredit-Stadion, Neurenberg   | EasyCredit-Stadion, Neurenberg   |
| Toeschouwers         | 41.000                           | 41.000                           |
| Scheidsrechter       | Valentin Ivanov                  | Valentin Ivanov                  |
| Assistenten          | Nikolaj Goloebev Jevgueni Volnin | Nikolaj Goloebev Jevgueni Volnin |
| Vierde man           | Marco Rodríguez                  | Marco Rodríguez                  |
| Man van de wedstrijd | Maniche                          | Maniche                          |
|                      | Portugal                         | Nederland                        |
| Doelpunten           | 1                                | 0                                |
| Gele kaarten         | 9                                | 7                                |
| Rode kaarten         | 2                                | 2                                |
| Wissels              | 3                                | 3                                |
| Schoten op doel      | 6                                | 8                                |
| Schoten naast doel   | 4                                | 12                               |
| Overtredingen        | 10                               | 15                               |
| Hoekschoppen         | 3                                | 5                                |
| Buitenspel           | 4                                | 2                                |
| Strafschoppen        | 0                                | 0                                |
| Balbezit (tijd)      | 0                                | 0                                |
| Balbezit (%)         | 38%                              | 62%                              |

| Portugal | 1 – 0          | Nederland |
| Maniche (Pedro Pauleta) 23' | goals (assist) | |
| Luiz Felipe Scolari | bondscoach     | Marco van Basten |
| Ricardo Fernando Meira Costinha Luís Figo 84' Pedro Pauleta 46' Miguel Nuno Valente Ricardo Carvalho Cristiano Ronaldo 34' Maniche Deco | opstellingen   | Edwin van der Sar Khalid Boulahrouz 56' Joris Mathijsen Giovanni van Bronckhorst Dirk Kuijt 84' Phillip Cocu Arjen Robben André Ooijer Robin van Persie 67' Mark van Bommel Wesley Sneijder |
| Simão Sabrosa 34' Petit 46' Tiago 84'                                                                                                   | wissels        | 56' Rafael van der Vaart 67' Johnny Heitinga 84' Jan Vennegoor of Hesselink |
| Maniche 20' Petit 50' Luís Figo 60' Ricardo 76' Nuno Valente 76'                                                                        | gele kaarten   | 2' Mark van Bommel 73' Wesley Sneijder 74' Rafael van der Vaart |
| Costinha 31', 45+1' Deco 73', 78' | rode kaarten   | 7', 63' Khalid Boulahrouz 59', 90+5' Giovanni van Bronckhorst |

## Trivia
- Scheidsrechter Valentin Ivanov trok 20 kaarten, waarvan 16 geel en 4 rood; een record in de geschiedenis van het WK voetbal. Hiermee passeerde hij de Spanjaard Antonio Lopez Nieto, die tijdens het WK 2002 16 gele kaarten trok tijdens de groepswedstrijd Kameroen-Duitsland. Volgens Sepp Blatter verdiende Ivanov zelf een gele kaart.
- In Nederland werd de wedstrijd door ruim 11,1 miljoen mensen bekeken en was hiermee de best bekeken wedstrijd van het WK voetbal 2006.
- Voor Phillip Cocu was het zijn laatste interland.

## Overzicht van wedstrijden
| Groepswedstrijden | | | |
| Groep A | Groep B | Groep C | Groep D |
| Duitsland - Costa Rica Polen - Ecuador Duitsland - Polen Ecuador - Costa Rica Ecuador - Duitsland Costa Rica - Polen             | Engeland - Paraguay Trinidad en Tobago - Zweden Engeland - Trinidad en Tobago Zweden - Paraguay Zweden - Engeland Paraguay - Trinidad en Tobago | Argentinië - Ivoorkust Servië en Montenegro - Nederland Argentinië - Servië en Montenegro Nederland - Ivoorkust Nederland - Argentinië Ivoorkust - Servië en Montenegro | Mexico - Iran Angola - Portugal Mexico - Angola Portugal - Iran Portugal - Mexico Iran - Angola                               |
| Groep E | Groep F | Groep G | Groep H |
| Italië - Ghana Verenigde Staten - Tsjechië Italië - Verenigde Staten Tsjechië - Ghana Tsjechië - Italië Ghana - Verenigde Staten | Australië - Japan Brazilië - Kroatië Brazilië - Australië Japan - Kroatië Japan - Brazilië Kroatië - Australië                                  | Frankrijk - Zwitserland Zuid-Korea - Togo Frankrijk - Zuid-Korea Togo - Zwitserland Togo - Frankrijk Zwitserland - Zuid-Korea                                           | Spanje - Oekraïne Tunesië - Saoedi-Arabië Spanje - Tunesië Saoedi-Arabië - Oekraïne Saoedi-Arabië - Spanje Oekraïne - Tunesië |
| Achtste finales | | | |
| Duitsland - Zweden Argentinië - Mexico                                                                                           | Italië - Australië Zwitserland - Oekraïne | Engeland - Ecuador Portugal - Nederland | Brazilië - Ghana Spanje - Frankrijk                                                                                           |
| Kwartfinales | | | |
| Duitsland - Argentinië | Italië - Oekraïne | Engeland - Portugal | Brazilië - Frankrijk |
| Halve finales | | | |
| Duitsland - Italië | Duitsland - Italië | Portugal - Frankrijk | Portugal - Frankrijk |
| Troostfinale | | | |
| Duitsland - Portugal | | | |
| Finale | | | |
| Italië - Frankrijk | | | |